# Cosmophorus curvatus
Cosmophorus curvatus är en stekelart som beskrevs av Van Achterberg 2000. Cosmophorus curvatus ingår i släktet Cosmophorus och familjen bracksteklar. Inga underarter finns listade i Catalogue of Life.